# Austeniet

Eenheidscellen van ferriet (α-Fe) en austeniet (γ-Fe)

Verandering van de eenheidscellen bij de faseovergang van ferriet (α-Fe) naar austeniet (γ-Fe)

Austeniet of gamma-ijzer (γ-Fe) is een allotroop van ijzer en komt ook voor als een vaste oplossing van koolstof in ijzer, oftewel staal. Hierbij zijn de atomen volgens het kubisch vlakgecentreerde atoomrooster gestapeld. Deze structuur komt bij ongelegeerde staalsoorten alleen voor boven een temperatuur van 727 °C (gebied j in de tabel).
In austeniet kan maximaal 2,11 wt% koolstof (C) oplossen; deze maximale hoeveelheid koolstof kan alleen op een temperatuur van 1148 °C worden opgelost.
Bij het afkoelen van austeniet met meer dan 0,022 wt% C tot onder 727 °C ontstaat bij snelle afkoeling (in de orde van ca. 200-400 graden per seconde) martensiet en bij trage afkoeling perliet (een samenstelling bestaande uit ferriet en cementiet).
Austeniet is microscopisch slecht van ferriet te onderscheiden, maar ferriet vertoont ferrimagnetisme en austeniet is paramagnetisch, in de volksmond 'niet-magnetisch'.
Austeniet heeft een hogere ductiliteit maar een lagere hardheid dan ferriet of martensiet. Dit volgt uit het kristalrooster.
Legeringselementen zijn van invloed op de materiaaleigenschappen van het staal. Nikkel stabiliseert austeniet. Chroom daarentegen stabiliseert ferriet of martensiet. Daarom bestaat (austenitisch) roestvast staal niet alleen uit chroom, maar ook uit nikkel.